# Hoting
Hoting – miejscowość (tätort) w Szwecji, w regionie administracyjnym (län) Jämtland, w gminie Strömsund.
Według danych Szwedzkiego Urzędu Statystycznego liczba ludności wyniosła: 648 (31 grudnia 2015), 632 (31 grudnia 2018) i 636 (31 grudnia 2019).